# Semaine sainte à Braga

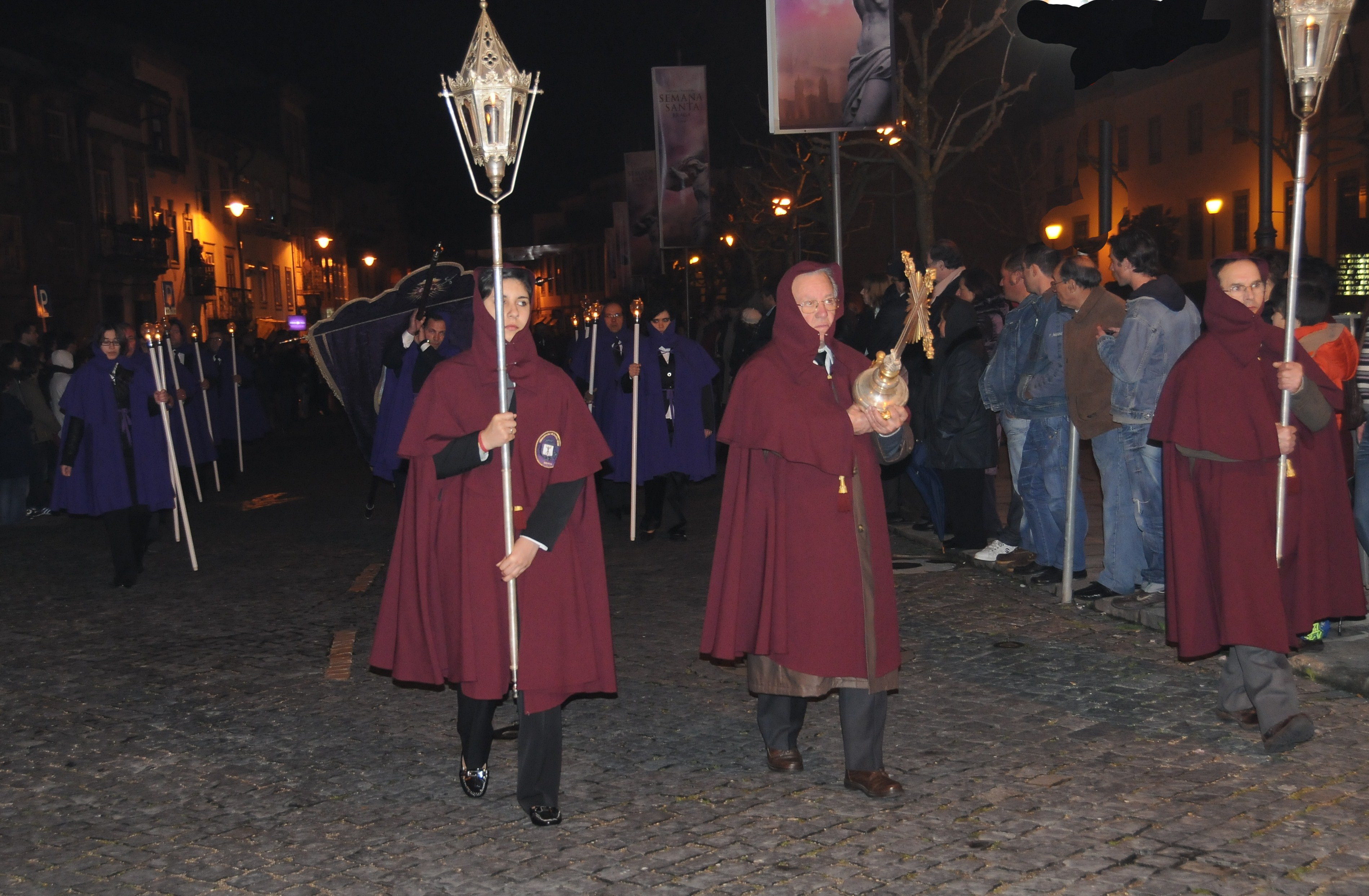
La procession du Vendredi saint en 2010

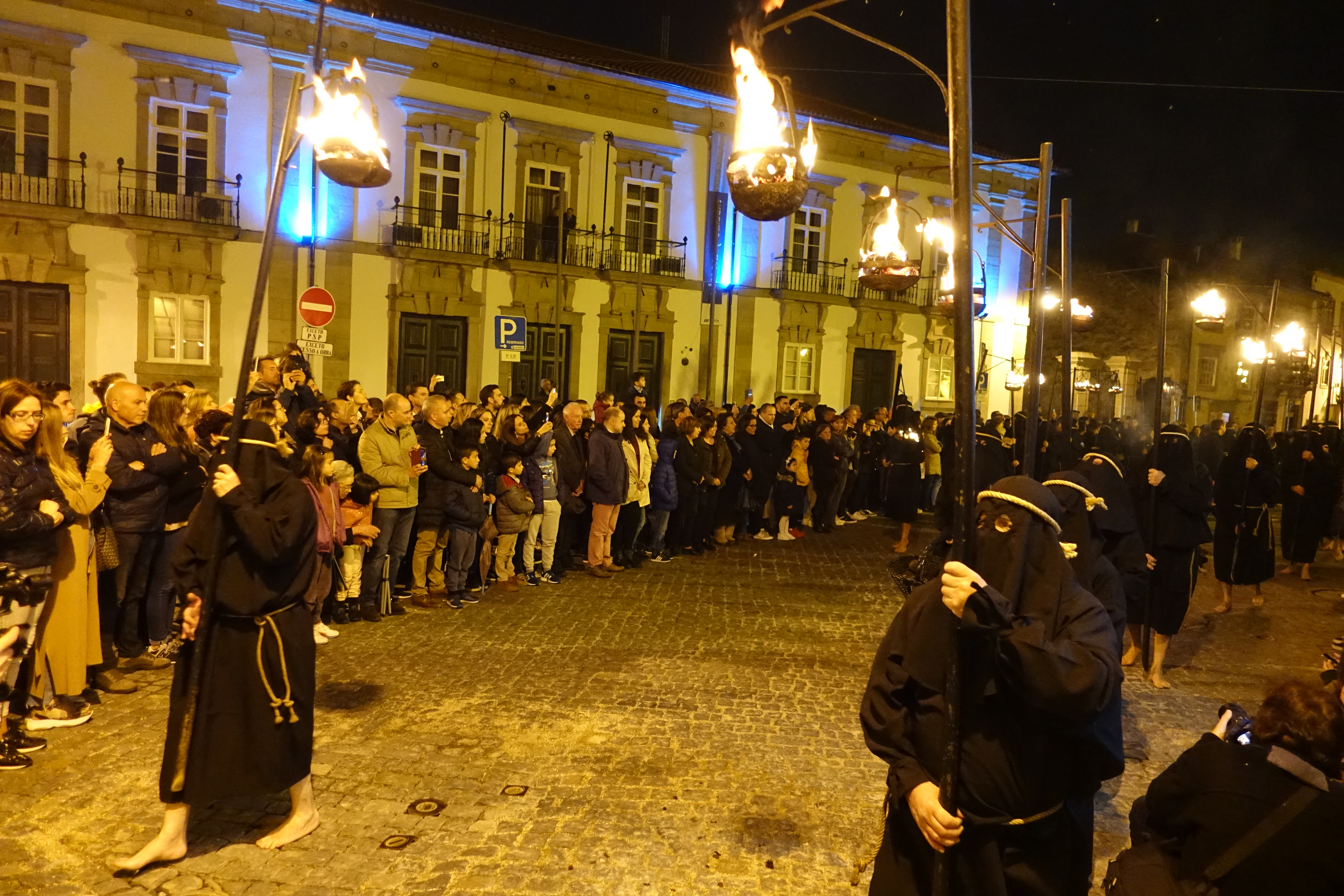
Les "Farricocos"

La Semaine sainte (Semana santa) de Braga, au Portugal est la procession religieuse la plus importante de la ville, et l'une des plus célèbres du Portugal. Elle rythme le calendrier annuel de la ville, qui vit durant toute la semaine sainte au rythme des processions.

## Déroulement
Elle commence le dimanche des Rameaux et s'achève une semaine plus tard, le dimanche de Pâques, pour la commémoration de la Résurrection du Christ. Durant ces huit jours dédiés à la Passion du Christ, les confréries (confrarias) sortent en procession pour se rendre à la cathédrale, conclure leur station de pénitence, avant de revenir vers leur point de départ. 
Chacune de ces congrégations conduit lors de son long cheminement ses pasos, ces autels portés à dos d'hommes, richement décorés et qui servent de supports à des groupes sculptés en bois représentant des scènes de la Passion. Une foule considérable de Portugais et d'étrangers, de croyants et de non-croyants se presse dans les rues de la ville pour se recueillir ou simplement admirer le passage de ces imposants cortèges de pénitents accompagnés de musique.